# Vuelta a Asturias
Vuelta a Asturias eller Vuelta Asturias ("Asturien runt") är ett etapplopp i landsvägscykling som avhålls i regionen Asturien vid den spanska nordkusten mot Biscayabukten. Den första upplagan kördes 1925 och loppet är ett av landets äldsta som ännu (2024) genomförs. 2008 förlängdes loppets namn till Vuelta Asturias Julio Alvarez Mendo med anledning av den tidigare ordföranden i det asturiska cykelförbundets bortgång i februari samma år. Den första upplagan var ett endagslopp, därefter följde tre år som etapplopp under tre, fem respektive fyra dagar, varefter det gjorde ett artonårigt uppehåll (delvis beroende på spanska inbördeskriget och andra världskriget) innan det trevande återupptogs 1947, 1950 och därefter årligen från 1953. Från 1958 till 1967 var det ett rent amatörlopp. Antalet dagar varierade från fem till sju, men under 1980-talet stabiliserades det till att vara ett sexdagarslopp, för att från 2002 köras på fem dagar. När UCI Europe Tour instiftades 2005 inkluderades Asturien runt klassificerat som 2.1. Efter 2011 hamnade arrangörena i finansiella svårigheter och antalet dagar reduscerades till tre 2012, två 2013 och loppet ställdes in helt 2014. Loppet kom dock tillbaka som ett tvådagarslopp 2015, vilket ökades till tre dagar 2016 och som har gällt sedan dess, men till 100-årsjubileet 2025 planeras en ökning till fyra dagar. 2020 ställdes loppet in på grund av coronapandemin. Asturiens landskap är bergigt (Kantabriska bergen, som egentligen är en västlig förlängning av Pyrenéerna), vilket leder till att det blir en hel del höjdmeter att klättra (2024 var det drygt 8300 meter sammanlagt på de tre etapperna och året innan drygt 500 meter till) Första etappen startar i Oviedo, där också hela loppet har slutmål.
Liksom i andra etapplopp finns det också deltävlingar i Vuelta a Asturias utöver totalklassificeringen (vars ledare bär en blå tröja) – en bergspristävling (vit tröja), en poängtävling (grön tröja) och en spurtpristävling (svart/vit tröja som ser ut som en tidningssida).

## Podieplaceringar
| 1929-1946 |

| 1948-1949 |

| 1951-1952 |

| 1958-1967 |

| 2014 |